# Hartenbos
Hartenbos est une ville d'Afrique du Sud, située dans la municipalité de Mossel Bay, dans le district municipal de la route des jardins, au Cap-Occidental.
La ville compte 4 196 habitants en 2011.